# Al treisprezecelea trib: Khazarii
Al treisprezecelea trib: Khazarii este o carte scrisă în anul 1976 de Arthur Koestler, în care autorul, de profesie ziarist și scriitor, a emis ipoteza că evreii așkenazi nu ar fi descendenți ai israeliților de origine semită din Antichitate, ci ai khazarilor, un popor turcic convertit la iudaism în secolul al VIII-lea, care a emigrat ulterior spre Europa de Est în secolele XII și XIII, perioadă în care Imperiul Khazar a încetat să mai existe.
Koestler a folosit ca surse la literatura sa lucrările anterioare ale lui Douglas Morton Dunlop, Raphael Patai și ale lui Abraham Poliak. Intenția sa declarată a fost aceea de a face ca antisemitismul să dispară prin dezmințirea bazei sale rasiale.
Studiile genetice nu au găsit dovezi lămuritoare asupra unei origini khazare în rândul evreilor așkenazi, dar au fost găsite dovezi că aceștia provin dintr-un amestec de populații din Orientul Apropiat, Mediterană și Europa de Sud.

## Rezumat

### Conținut
Koestler avansează teza conform căreia evreii așkenazi nu provin din israeliții vechi, ci din khazari, un popor turcic care a fondat un imperiu între Marea Neagră și Marea Caspică și la nord de Munții Caucaz. Ipoteza lui Koestler este aceea că poporul de origine turcică - care s-a convertit la iudaism în secolul al VIII-lea - a migrat spre vest în Europa de Est (actualele state Ucraina, Polonia, Belarus, Lituania, Ungaria, Germania etc.) în secolele XII și XII, când Imperiul Khazar s-a prăbușit.
La sfârșitul ultimului capitol al cărții, asumându-și rolul de istoric și specialist în genetica populațiilor, Koestler rezumă conținutul și intențiile sale după cum urmează: „În prima parte a acestei cărți am încercat să urmăresc istoria Imperiului Khazar pe baza surselor existente. În partea a doua, capitolele V-VII, am compilat dovezile istorice care indică faptul că cea mai mare parte a evreilor estici – și deci a evreilor din lume – este mai degrabă de origine khazar-turcică decât semită. În ultimul capitol am încercat să arăt că dovezile din antropologie concurează cu istoria pentru a respinge credința populară a descendenței evreilor din tribul biblic.”

### Motivul scrierii
Biograful lui Koestler, Michael Scammell, scrie că acesta într-o discuție cu biologul francez Pierre Debray-Ritzen i-a spus că „era convins că dacă ar fi putut dovedi că majoritatea evreilor din Europa de Est (strămoșii așkenazilor de astăzi) sunt descendenți din khazari, baza rasială a antisemitismului ar putea fi îndepărtată și antisemitismul însuși ar putea dispărea”. Potrivit lui George Urban, dorința lui Koestler de a asocia evreii așkenazi de khazari „a fost bazată pe o convingere tacită conform căreia strălucirea intelectuală și influența internațională a maghiarilor și a evreilor, în special a evreilor maghiari sau maghiar-evreilor, s-a datorat unor afinități inexplicabile, între cele două popoare”.

## Recepție
În cartea The Invention of the Jewish People Shlomo Sand, profesor de istora Franței la Universitatea din Tel Aviv și activist politic de extremă stângă, scrie: „în timp ce khazarii au speriat istoricii israelieni, dintre care niciunul nu a publicat o singură lucrare pe această temă, «Al treisprezecelea trib» al lui Koestler a provocat furie și reacții negative. Cititorii evrei nu au avut acces la carte de-a lungul multor ani, aflând despre aceasta doar prin denunțurile veninoase.” Scriind în The Wall Street Journal, editorul secțiunii Chronicle of Higher Education, Evan Goldstein afirmă: „Sand sugerează că cei care au atacat cartea lui Koestler nu au făcut-o pentru că nu aveau meritul, ci pentru că acești criticii erau lași și ideologi. «Nimeni nu vrea să se uite sub pietre când scorpionii veninoși ar putea fi ascunși sub ele, așteptând să atace imaginea de sine a etniilor existente și ambițiile lor teritoriale».”
Cartea lui Koestler a fost lăudată cu un egal entuziasm atât de extremiștii de stânga, cât și de cei de dreapta. Revista neo-nazistă The Thunderbolt a calificat-o drept „bomba politică a secolului” și a fost susținută cu entuziasm de adepți ai mișcării Identitatea Creștină. Potrivit lui Jeffery Kaplan, cartea a fost „sursa principală a teoriei khazare”; confirmând propriile credințe ale lui Koestler în ceea ce privește evreii”. Goldstein a scris că „Koestler și teoria khazară pe care a avansat-o trăiește în mlaștinile febrile ale mișcării naționaliste albe”. Michael Barkun a scris că Koestler aparent „fie nu știa, fie a ignorat utilizarea în scop antisemit a teoriei khazare de la introducerea sa la începutul secolului”.
Prima ediție în limba română a apărut în anul 1987 la editura profesorului - fost fascist, apoi comunist - Iosif Constantin Drăgan „Nagard” cu sediul în Roma, sub titlul „Al treisprezecelea trib – Imperiul khazarilor și moștenirea sa”, tradusă de Andrei Bantaș după originalul în limba engleză și cu un „Cuvînt înainte” semnat de propietarul editurii, pomenitul Iosif Constantin Drăgan.